# Thoris eburifera
Thoris eburifera är en skalbaggsart som beskrevs av Francis Polkinghorne Pascoe 1867. Thoris eburifera ingår i släktet Thoris och familjen långhorningar. Inga underarter finns listade i Catalogue of Life.